# Joe Hogsett
Joseph « Joe » H. Hogsett, né le 2 novembre 1956 à Rushville dans l'Indiana, est un homme politique et ancien procureur fédéral américain, actuel maire démocrate de la ville d'Indianapolis.

## Biographie

### Secrétaire d'État
En 1986, Hogsett sert comme directeur de campagne pour la candidature comme secrétaire d'État d'Evan Bayh. Hogsett a ensuite dirigé la campagne réussie de Bayh comme gouverneur de l'Indiana, et deux ans plus tard, a été proposé par Bayh pour le poste de secrétaire d'État que celui-ci avait quitté. Hogsett a remporté l'élection pour le poste et a servi jusqu'en décembre 1994, quand il a refusé de se représenter.

### Maire d'Indianapolis
Le maire d'Indianapolis, Greg A. Ballard, annonce qu'il ne se représentera pas pour un troisième mandat. Sept jours après l'annonce, Hogsett annonce sa candidature. Le 3 novembre 2015, il bat son challenger Chuck Brewer en recevant 62 % des voix.